# Wojna chłopska w Austrii
Wojna chłopska w Austrii – powstanie chłopskie mające miejsce w 1626 roku w imperium Habsburgów. 
Był to konflikt, który w przeciwieństwie do wojny chłopskiej w Niemczech z roku 1525 oraz tzw. drugiego zrywu chłopskiego w Austrii w latach 1595–1597 swój nacisk kładł nie na sprawy socjalne czy też rewolucyjne, lecz skierowany był przeciwko kontrreformacji i bawarskim rządom w Górnej Austrii. Przyczyną wojny stało się postępowanie bawarskiego namiestnika Adama hrabiego von Herbersdorff, który surowo rozprawił się z pastorami protestanckimi.
W roku 1620 podczas trwającej już drugi rok wojny trzydziestoletniej zadłużone wobec Bawarii tereny górnej Austrii, na których dominowała ludność protestancka zostały przekazane przez cesarza Habsburgów Ferdynanda II swojemu północnemu sąsiadowi. Książę Bawarii Maksymilian I Bawarski, katolik, rozpoczął od razu na tych terenach wprowadzanie kontrreformacji. Zgodnie z zawartym w roku 1555 pokojem w Augsburgu pomiędzy protestantami a katolikami w landach niemieckich, ludność danych terenów musiała wyznawać religię swojego władcy. Gdy w roku 1626 we Frankenburgu postanowiono przepędzić księży protestanckich, doszło do pierwszych wystąpień chłopów i mieszczan. Zamek we Frankenburgu został oblężony, a księża katoliccy wypędzeni. Po trzech dniach powstańcy ulegli jednak bawarskiemu namiestnikowi, po czym doszło do słynnej w Austrii frankenburgskiej „gry w kości”, podczas której powieszono 17 domniemanych przywódców powstania. Namiestnik bawarski mimo zwycięstwa już w maju 1626 zmuszony został do zażegnywania kolejnego konfliktu, podczas wybuchu nowej wojny chłopskiej.
Podczas Zielonych Świątek w roku 1626, pochodzący z miejscowości Parz wieśniak Stefan Fadinger wraz ze swoim szwagrem Christophem Zellerem, chodząc od domu do domu nawoływali chłopów oraz mieszkańców miasteczek do przyłączenia się do powstania. Ich celem stało się wyzwolenie terenów górnej Austrii spod panowania bawarskiego i zwrócenie kraju cesarzowi Habsburgów. Obaj przywódcy zdawali sobie sprawę z tego, że w razie niepowodzenia, zmuszeni zostaną do wywędrowania z kraju na tereny protestanckie, jednak chęć pomszczenia powieszonych chłopów dodawała im odwagi w urzeczywistnieniu swojego planu. Powstanie wybuchło w dniu w którym bawarscy żołnierze ukradli jednemu z wieśniaków konia w miejscowości Lembach. Przebywający w Lembach na pielgrzymce chłopi, zebrali się razem i w sile 25 ludzi oblegli silnie bronioną gminę bawarską. Armia chłopów rosła w siłę, a kolejnymi celami były miejscowości Sarleinsbach oraz Rohrbach. W końcu powstańcy wyruszyli do Peuerbach, gdzie zamierzali czekać na siły namiestnika bawarskiego. Pierwsze na miejsce dotarły siły chłopskie pod wodzą Zellera, które nie czekając na posiłki Fadingera w dniu 21 maja 1626 r. rozbiły w bitwie pod Peuerbach wojska namiestnika. Następnego dnia Zeller został wybrany głównodowodzącym powstańców. W czasie gdy siły Zellera radziły jak oblegać Linz w obozie pod Ottensheim, wojska Fadingera zdobyły Eferding, Wels, Kremsmünster i Steyr. Inna grupa powstańców pod wodzą Hansa Chritopha Haydena oblegała miasto Freistadt. Chłopi budowali szańce wokół miasta, blokowali dostawy wody dla obrońców i żądali ich kapitulacji. Dowódca miasta mimo to nie chciał się poddać, licząc na wsparcie 150 żołnierzy bawarskich oraz sympatyzujących z nimi mieszkańców. Dnia 10 czerwca chłopi podpalili kilka chałup na przedmieściach miasta, po czym rozpoczęli ostrzał murów miejskich, spychając obrońców z ich stanowisk.
W czasie oblężenia w mieście obrońcom zaczął doskwierać głód, co stało się przyczyną buntu. Około 50 żołnierzy namiestnika stanęło po stronie obywateli protestanckich. Ten jednak pozostał niewzruszony i w dniu 30 czerwca w czasie kolejnego ataku chłopów nakazał ostrzał powstańców. W końcu połączonym siłom powstańców i protestanckich mieszkańców miasta udało się zdobyć Freistadt.
W tym czasie inne oddziały chłopskie atakowały Linz. Jednak już pierwszego dnia oblężenia w czasie zawieszenia broni postrzelony został Stefan Fadinger. Podłamało to mocno chłopów, którzy wierzyli, że zbroja ich dowódcy jest kuloodporna. Około dwa tygodnie później Fadinger nabawił się zakażenia krwi, co było wynikiem źle przeprowadzonej opieki lekarskiej.
Oczekiwana przez chłopów pomoc ze strony cesarza w Wiedniu nie nadchodziła. Sześciu wyznaczonych posłańców, nie zostało w ogóle dopuszczonych przed oblicze władcy. Tymczasem Bawarczycy wysyłali już swoje oddziały do górnej Austrii. Dunajem wysłano amunicję i około 340 muszkieterów, którzy przerwali blokadę na rzece w okolicy Neuhaus. Podczas starcia z powstańcami w rejonie Urfahr, zabity został Christoph Zeller. Samo oblężenie miasta zakończyło się w dniu 29 września. Bawarczykami dowodził generał Gottfried Heinrich von Pappenheim, wyznaczony przez Maksymiliana do odzyskania utraconych terenów. Nawet po jego śmierci, szala zwycięstwa nie przechyliła się na żadną ze stron. W końcu wsparte oddziałami Habsburgów wojska bawarskie odzyskały Freistadt, a wielu chłopów dostało się do niewoli.
Dnia 22 września 1626 r. dowodzący wojskami powstańców Loebl zdobył ponownie Steyr, a 5 dni później 27 września Wels. Ostatnie sukcesy chłopów to pobicie pod Neukirchen oddziałów księcia von Holstein oraz pokonanie armii bawarskiej pod Pramwald. Nowy dowódca chłopów Davis Spat, pociągnął na czele swej armii w kierunku Peilstein, po czym zajął zamki Marspach, Berg oraz spalił klasztor Schlägl. Pod Haslach siły Spata wzmocnione oddziałami Ludwika Schorera stanęły do bitwy z Bawarczykami. Starcie zakończyło się klęską powstańców i było ostatnim aktem powstania. Z początkiem zimy działania wojenne ustały. Chłopi zmuszeni zostali przyjąć i wyżywić 12 000 bawarskich żołnierzy. Wielu przywódców powstania zostało ściętych lub powieszonych.

## Inne bitwy powstania chłopskiego w Austrii
- 23 lipca 1626 bitwa pod Enns
- 17 sierpnia 1626 bitwa pod Neuhofen
- 20 września 1626 bitwa pod Pranem
- 8 listopada 1626 bitwa pod Eferding
- 15 listopada 1626 bitwa pod Pinsdorf
- 17 listopada 1626 bitwa pod Vocklabruck
- 20 listopada 1626 bitwa pod Wolfsegg